# Кастања (Казерта)
Кастања (итал. Castagna) је насеље у Италији у округу Казерта, региону Кампанија.
Према процени из 2011. у насељу је живело 24 становника. Насеље се налази на надморској висини од 41 м.